# Karl-Heinz Schnellinger
Karl-Heinz Schnellinger (n. 31 martie 1939, Düren, Statul Liber Prusia⁠(d), Germania Nazistă – d. 20 mai 2024, Milano, Italia) a fost un jucător de fotbal german. A fost unul dintre cei mai buni fundași ai anilor '60. A fost poreclit „Volkswagen” pentru continuitate în performanță, atât în cantitate cât și calitate.

## Palmares

### Club
1. FC Köln
- Bundesliga -
  - Câștigător: 1962

AC Milan
- Serie A -
  - Câștigător: 1968
- Coppa Italia -
  - Câștigător: 1967, 1972, 1973
- Cupa Campionilor Europeni -
  - Câștigător: 1969
- Cupa Intercontinentală -
  - Câștigător: 1969
- Cupa Cupelor UEFA -
  - Câștigător: 1968, 1973

## Germania de Vest
- Campionatul Mondial de Fotbal -
  - Locul doi: 1966
  - Locul trei: 1970
  - Locul patru: 1958